# Порт Вила
Порт Вила је главни град државе Вануату. Налази се на јужној обали острва Ефате у провинцији Шефа. Његово становништво на последњем попису (2009. године) износило је 44.040, што је повећање од 35% у односу на претходни попис (29.356 1999. године). Године 2009, становништво Порт Виле чинило је 18,8% становништва земље и 66,9% становништва Ефатеа.
На јужној обали острва Ефате, у провинцији Шефа, Порт Вила је економски и трговачки центар Вануатуа. Градоначелник је Ерик Пујо Феста, из Вануаку Патија, који је изабран у јануару 2018. године; његов заменик је Џени Регенвану, из Граун мо Јастис Патија.
Порт Вила је 13. марта 2015. претрпео велику штету од циклона Пам.

## Географија

### Клима
Порт Вила има тропску климу са сувом сезоном и топлом влажном сезоном. Како су пасати скоро стални и циклони нису ретки у Порт Вили, клима није екваторијална, већ морска пасатно тропска клима. Падавине у просеку износе око 2.338,9 mm or 92,08 in, а најкишнији месец је март. Најсушнији месец је септембар. У просеку у години има 153 влажна дана. Подручје такође има југоисточне пасате. Температуре не варирају много током целе године, а рекордна је 35,6 °C or 96,1 °F. Најхладнији месец, јул, има просечну највишу температуру од 27 °C or 80,6 °F, а просечну најнижу температуру од 18 °C or 64,4 °F. Најтоплији месец, фебруар, има просечну највишу температуру од 31,2 °C or 88,2 °F и просечну најнижу температуру од 23 °C or 73,4 °F. Рекордно ниска температура за Порт Вилу је 8,5 °C or 47,3 °F. Влажност је често висока.
| Клима Порт Виле, Ванијату (Међународни аеродром Бауерфилд) | Клима Порт Виле, Ванијату (Међународни аеродром Бауерфилд) | Клима Порт Виле, Ванијату (Међународни аеродром Бауерфилд) | Клима Порт Виле, Ванијату (Међународни аеродром Бауерфилд) | Клима Порт Виле, Ванијату (Међународни аеродром Бауерфилд) | Клима Порт Виле, Ванијату (Међународни аеродром Бауерфилд) | Клима Порт Виле, Ванијату (Међународни аеродром Бауерфилд) | Клима Порт Виле, Ванијату (Међународни аеродром Бауерфилд) | Клима Порт Виле, Ванијату (Међународни аеродром Бауерфилд) | Клима Порт Виле, Ванијату (Међународни аеродром Бауерфилд) | Клима Порт Виле, Ванијату (Међународни аеродром Бауерфилд) | Клима Порт Виле, Ванијату (Међународни аеродром Бауерфилд) | Клима Порт Виле, Ванијату (Међународни аеродром Бауерфилд) | Клима Порт Виле, Ванијату (Међународни аеродром Бауерфилд) |
| Показатељ \ Месец                                          | .Јан.                                                      | .Феб.                                                      | .Мар.                                                      | .Апр.                                                      | .Мај.                                                      | .Јун.                                                      | .Јул.                                                      | .Авг.                                                      | .Сеп.                                                      | .Окт.                                                      | .Нов.                                                      | .Дец.                                                      | .Год.                                                      |
| ---------------------------------------------------------- | ---------------------------------------------------------- | ---------------------------------------------------------- | ---------------------------------------------------------- | ---------------------------------------------------------- | ---------------------------------------------------------- | ---------------------------------------------------------- | ---------------------------------------------------------- | ---------------------------------------------------------- | ---------------------------------------------------------- | ---------------------------------------------------------- | ---------------------------------------------------------- | ---------------------------------------------------------- | ---------------------------------------------------------- |
| Апсолутни максимум, °C (°F)                                | 35,0 (95)                                                  | 33,9 (93)                                                  | 33,5 (92,3)                                                | 32,5 (90,5)                                                | 31,1 (88)                                                  | 32,0 (89,6)                                                | 34,3 (93,7)                                                | 32,0 (89,6)                                                | 31,5 (88,7)                                                | 31,2 (88,2)                                                | 33,0 (91,4)                                                | 35,6 (96,1)                                                | 35,6 (96,1)                                                |
| Максимум, °C (°F)                                          | 31,3 (88,3)                                                | 31,2 (88,2)                                                | 30,8 (87,4)                                                | 29,9 (85,8)                                                | 28,8 (83,8)                                                | 27,4 (81,3)                                                | 26,4 (79,5)                                                | 27,0 (80,6)                                                | 27,7 (81,9)                                                | 28,5 (83,3)                                                | 29,2 (84,6)                                                | 30,7 (87,3)                                                | 29,1 (84,4)                                                |
| Просек, °C (°F)                                            | 26,4 (79,5)                                                | 26,5 (79,7)                                                | 26,3 (79,3)                                                | 25,3 (77,5)                                                | 24,1 (75,4)                                                | 23,0 (73,4)                                                | 22,1 (71,8)                                                | 22,0 (71,6)                                                | 22,7 (72,9)                                                | 23,4 (74,1)                                                | 24,6 (76,3)                                                | 25,7 (78,3)                                                | 24,3 (75,7)                                                |
| Минимум, °C (°F)                                           | 22,5 (72,5)                                                | 23,0 (73,4)                                                | 22,6 (72,7)                                                | 22,0 (71,6)                                                | 20,2 (68,4)                                                | 19,8 (67,6)                                                | 18,2 (64,8)                                                | 18,0 (64,4)                                                | 18,4 (65,1)                                                | 19,6 (67,3)                                                | 20,7 (69,3)                                                | 21,7 (71,1)                                                | 20,5 (68,9)                                                |
| Апсолутни минимум, °C (°F)                                 | 15,8 (60,4)                                                | 15,0 (59)                                                  | 16,3 (61,3)                                                | 14,5 (58,1)                                                | 13,4 (56,1)                                                | 10,0 (50)                                                  | 8,5 (47,3)                                                 | 10,0 (50)                                                  | 9,9 (49,8)                                                 | 11,0 (51,8)                                                | 12,6 (54,7)                                                | 15,2 (59,4)                                                | 8,5 (47,3)                                                 |
| Количина кише, mm (in)                                     | 316,1 (12,445)                                             | 273,7 (10,776)                                             | 320,9 (12,634)                                             | 255,2 (10,047)                                             | 210,3 (8,28)                                               | 180,0 (7,087)                                              | 94,4 (3,717)                                               | 87,4 (3,441)                                               | 87,3 (3,437)                                               | 134,1 (5,28)                                               | 192,3 (7,571)                                              | 187,2 (7,37)                                               | 2.338,9 (92,085)                                           |
| Дани са кишом (≥ 1.0 mm)                                   | 15,4                                                       | 16,6                                                       | 18,5                                                       | 17,1                                                       | 12,9                                                       | 11,3                                                       | 10,3                                                       | 9,8                                                        | 8,1                                                        | 8,4                                                        | 12,1                                                       | 13,2                                                       | 153,7                                                      |
| Релативна влажност, %                                      | 84                                                         | 85                                                         | 86                                                         | 87                                                         | 85                                                         | 85                                                         | 83                                                         | 82                                                         | 80                                                         | 81                                                         | 82                                                         | 83                                                         | 84                                                         |
| Сунчани сати — месечни просек                              | 220,1                                                      | 155,4                                                      | 198,4                                                      | 165,0                                                      | 170,5                                                      | 162,0                                                      | 148,8                                                      | 167,4                                                      | 174,0                                                      | 198,4                                                      | 180,0                                                      | 195,3                                                      | 2.135,3                                                    |
| Сунчани сати — дневни просек                               | 7,1                                                        | 5,5                                                        | 6,4                                                        | 5,5                                                        | 5,5                                                        | 5,4                                                        | 4,8                                                        | 5,4                                                        | 5,8                                                        | 6,4                                                        | 6,0                                                        | 6,3                                                        | 5,8                                                        |
| Извор #1: Deutscher Wetterdienst                           |                                                            |                                                            |                                                            |                                                            |                                                            |                                                            |                                                            |                                                            |                                                            |                                                            |                                                            |                                                            |                                                            |
| Извор #2: Time and Date (dewpoints, between 2005-2015)     |                                                            |                                                            |                                                            |                                                            |                                                            |                                                            |                                                            |                                                            |                                                            |                                                            |                                                            |                                                            |                                                            |

## Историја
Први насељеници области су меланезијски народи који ту живе већ хиљаду година. Први Европљани су стигли 1606. године и то су били шпански истраживачи Педро Фернандез де Куирос и Луис Ваез де Торес. После 1887. године територијом су заједно управљали Французи и Британци. Током Другог светског рата, Порт Вила је био америчка и аустралијска бојна база. 1987. године град је тешко оштетио циклон. Јануара 2002. године јак земљотрес је тешко оштетио град, после чега је уследио цунами.

## Становништво
Град има 38.000 становника, од чега су највећи број Меланежани, мали део су Полинежани, Азијати и Европљани углавном Французи и Британци. Становништво говори меланежански језик Бислама, мада се говоре и француски и енглески. У граду се такође говоре и други локални језици. Више од 90% становништва су хришћани, презвитеријанци чине трећину становништва, а католици и англиканци по 15%. У Порт Вили се налази Универзитет Јужног Пацифика, образовна институција заједничка за дванаест пацифичких земаља.

### Религија
Хришћанство је доминантна религија широм Вануатуа, коју обухвата више од 90% становништва. Највећа деноминација је презбитеријанска црква у Вануатуу, коју прати једна трећина становништва. Римокатолицизам и црква Меланезије су такође чести, сваки по око 15%. Катедрала светог срца је модерна римокатоличка катедрала у Порт Вили. Као седиште епархије Порт Вила, ова црква је посвећена светом срцу Исусовом. Дана 5. октобра 2020, црква Исуса Христа светаца последњих дана објавила је планове за изградњу храма у граду, а бахајска заједница је такође основана у Порт Вили.

## Привреда
Порт Вила је главна лука Ванутуа и центар трговине. Међународни аеродром Борфилд се налази у граду. Главне индустрије су још увек пољопривреда и риболов. 35,7% извоза пролази кроз Порт Вилу, а 86,9% увоза у земљу пролази кроз град. Туризам је такође веома важан, 1997. године град је посетило 50.000 туриста највише из Аустралије и Новог Зеланда. Вануту још увек зависи од стране помоћи, од чега највећи део долази из Аустралије и Новог Зеланда мада је последњих година помоћ почела да долази из Кине. Вануту је такође познат као порески рај. 

## Партнерски градови
Порт Вила је побратимљен са:
- Бора-Бора, Француска Полинезија[12]
- Думбреја, Нова Каледонија[13]
- Фошан, Кина[14]
- Лифу, Нова Каледонија[13]
- Шангај, Кина[15]
- Јинчуан, Кина[16]